# Sierra de Alcaraz y Campo de Montiel
Sierra de Alcaraz y Campo de Montiel (SACAM) és una mancomunitat de municipis de la província d'Albacete. Reuneix 25 municipis del Campo de Montiel d'Albacete i de la Sierra d'Alcaraz. Els municipis que componen la mancomunitat són considerats sovint com una comarca diferenciada i unida en l'actualitat en els diferents catàlegs de turisme, malgrat estar tradicionalment dividits entre Campo de Montiel i Sierra d'Alcaraz.
Judicialment, depèn en la seva major part del partit judicial d'Alcaraz, encara que també hi ha municipis dels partits judicials d'Albacete, La Roda i Villarrobledo. La seu d'aquesta mancomunitat es troba en el carrer Francisco Baillo s/n d'Alcaraz.

## Geografia
Limita al nord amb La Mancha del Júcar-Centro, a l'est amb els Llanos de Albacete i els Campos de Hellín, al sud amb la Sierra del Segura albacetenya i la Sierra de Segura jienenca, i a l'oest amb el Campo de Montiel ciudadrealeny. Està formada per dos àmbits geogràfics molt distints entre si: el Campo de Montiel, un altiplà per complet manchega, i la zona messetenya de la sierra d'Alcaraz.
És una zona de molt escassa densitat de població, sent en part per això una zona d'importància turística, tant pels seus monuments històrics com pels naturals. Cabria ressaltar, entre molts altres exemples, la ciutat d'Alcaraz, capital històrica de la zona, les llacunes de Ruidera a Ossa de Montiel, o l'antiga ciutat romana de Libisosa, a Lezuza.